# Torre del Municipio
La Torre del Municipio a Cracovia, in Polonia (in polacco: Wieża ratuszowa), è uno dei punti focali della Rynek Główny, piazza del Centro storico di Cracovia.
La Torre è l'unica parte rimasta del vecchio municipio di Cracovia (Ratusz) demolito nel 1820 come parte del piano cittadino per aprire la piazza principale. Le sue cantine un tempo ospitavano un carcere con una camera di tortura medievale.

## Storia

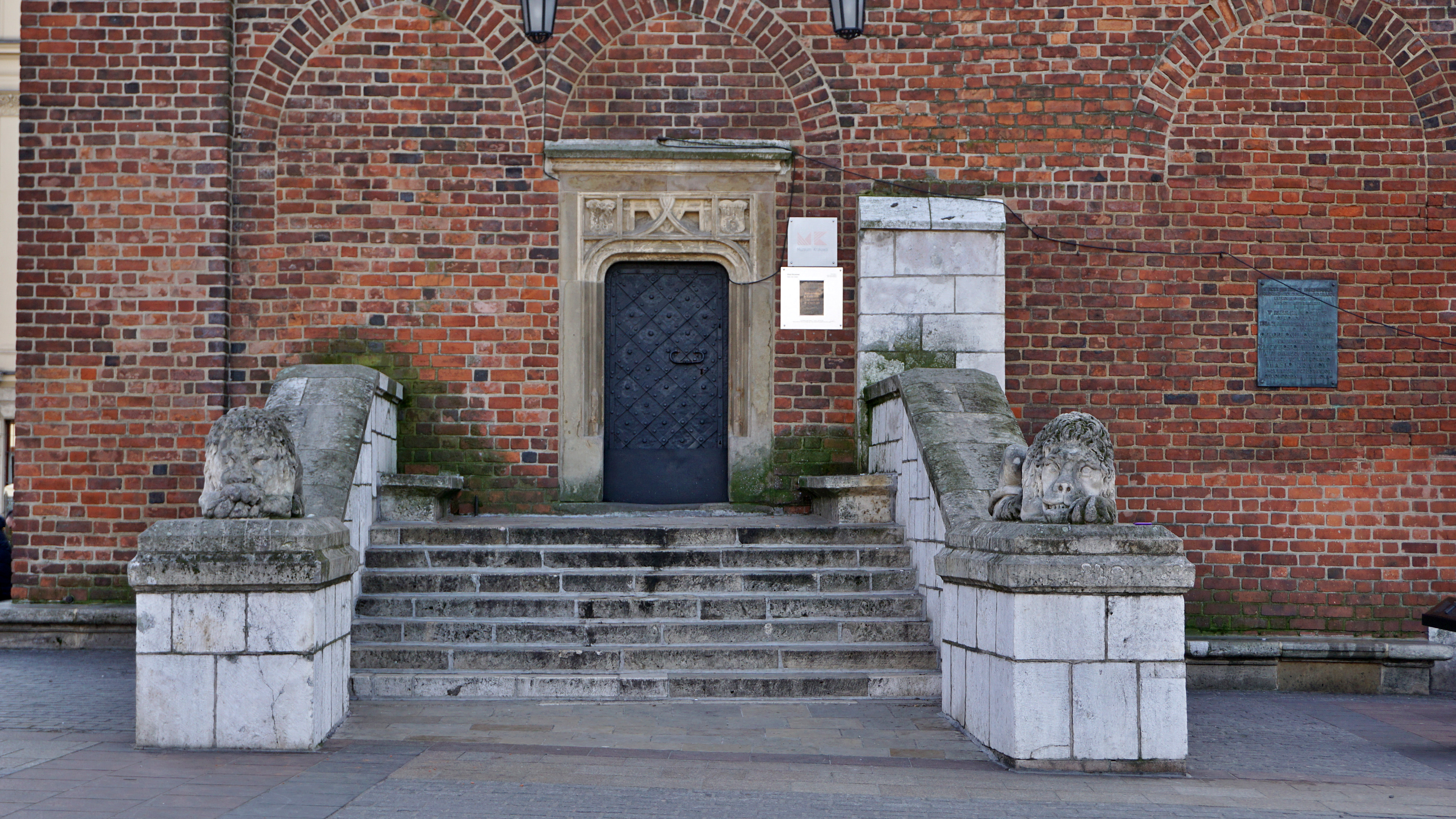
Iscrizione (2025)

Costruito in pietra e mattoni alla fine del XIII secolo, la massiccia torre gotica del primo municipio è alta 70 metri ed è inclinata solo 55 centimetri, risultato di una tempesta nel 1703. L'ultimo piano della torre con una piattaforma di osservazione, è aperto ai visitatori.
L'originale elmo gotico che ornava la torre fu consumato dal fuoco causato da un fulmine nel 1680. La successiva ricostruzione della torre avvenne tra il 1683 e il 1686. L'opera fu diretta dall'architetto reale Piotr Beber, che progettò il nuovo e imponente elmo in stile barocco, che sopravvisse fino al 1783. In quell'anno l'elmo cominciò a sgretolarsi, e fu sostituito da una struttura più piccola (a destra), sotto impulso dell'arcivescovo Kajetan Sołtyk. I lavori vennero supervisionati da una commissione, istituita dal Municipio stesso, di cui fece parte anche il gesuita matematico e architetto Stanisław Solski.
L'ingresso alla torre è protetto da una coppia di leoni di pietra scolpiti all'inizio del XIX secolo. Furono portati a Cracovia dal palazzo classicista della famiglia Morstin a Pławowice durante i lavori di ristrutturazione del 1961-1965, durante i quali le vetrate del secondo piano della torre vennero erroneamente ricostruite da un personaggio televisivo locale, l'architetto Wiktor Zin. Sopra l'ingresso c'è il portale gotico originale con lo stemma della città e l'emblema della Polonia. Per molti anni il seminterrato sotto la torre è stato utilizzato come spazio per le esibizioni sotto il municipio del rinomato Teatro Ludowy.
La torre ospita una divisione del Museo storico di Cracovia con un'esposizione permanente di fotografie della Mostra della Piazza del Mercato.